# リュース (歌手)
リュース（Luce, 1990年1月28日 - ） は、ペルピニャン郊外ペイルストールト出身のフランスの歌手。2010年にフランスのポップアイドルテレビ放送で優勝した。ポップアイドルに参加する以前は唱歌の授業を取ったことなかった。
| スタブアイコン | サブスタブ | この項目は、まだ閲覧者の調べものの参照としては役立たない、歌手に関連した書きかけの項目です。この項目を加筆・訂正などしてくださる協力者を求めています（P:音楽/PJ:芸能人）。 |